# Visita del papa Francisco a Albania

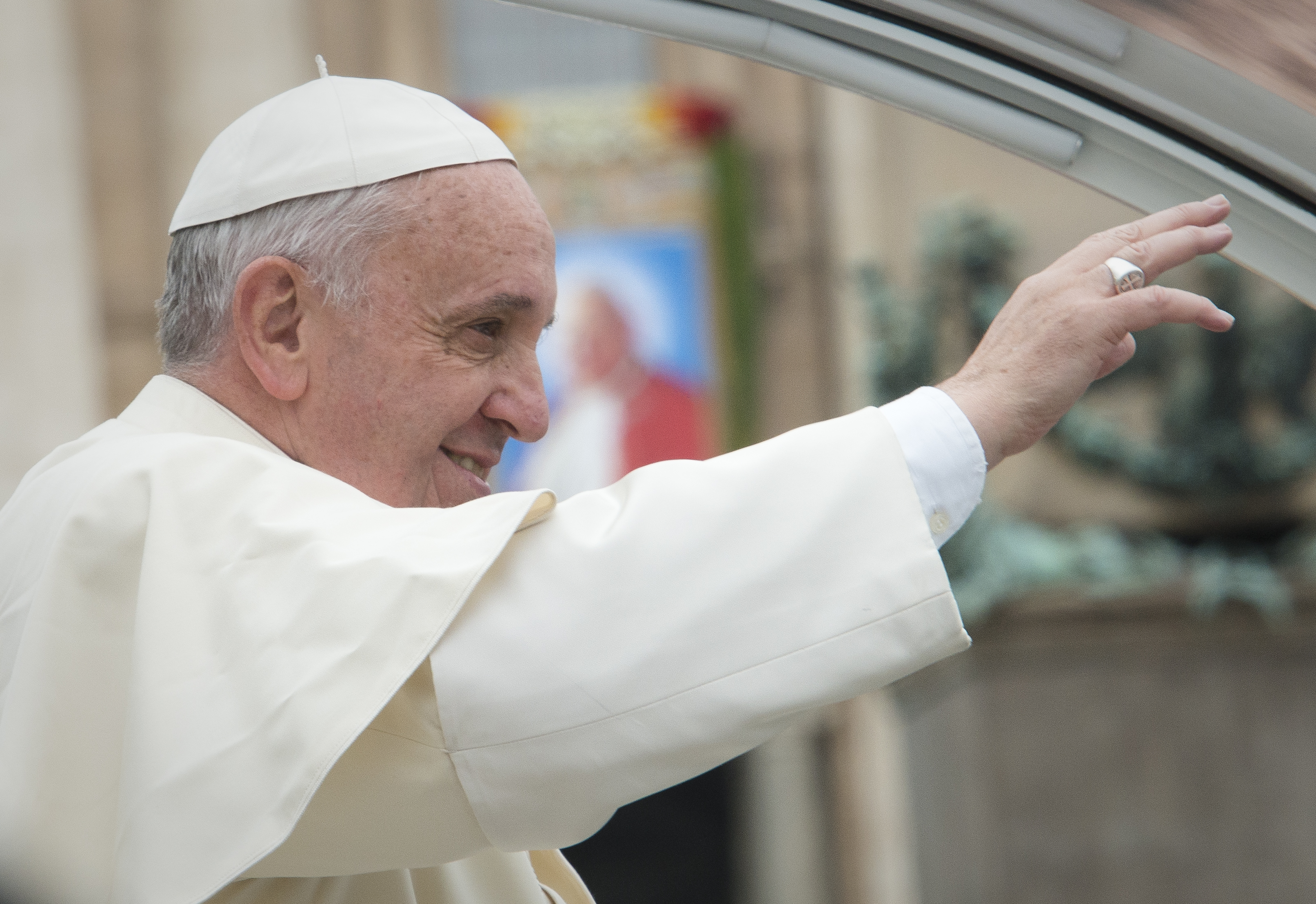
Papa Francisco.

El viaje apostólico del papa Francisco a Albania se efectuó el 21 de septiembre de 2014. Se trató de la quinta visita de Francisco extranjero. El Primado Albanés dijo sobre ello:

Vuestra iglesia albana está bien enraizada en el territorio y ha permanecido profundamente ligada a la gente a lo largo de la historia, y dado que es una iglesia pequeña, siempre ha visto a Roma con afecto, viviendo así su vocación a la catolicidad. Nuestra gente ha vivido la pertenencia a la Iglesia Universal a través de la comunión con el sucesor de San Pedro y la fidelidad a él; incluso en los momentos en los que el Sucesor de Pedro y la Iglesia Universal eran considerados enemigos en la patria. Pienso en la larga persecución religiosa bajo el régimen comunista, pero también en otros momentos del pasado. Ahora es el sucesor de San Pedro quien nos mira y viene a encontrarse con nosotros, para confirmarnos en la fe y para rendir homenaje al martirio y al sufrimiento de los católicos, pero no sólo a ellos. La Iglesia en Albania lo espera con alegría y afecto, pero también las demás religiones y los no creyentes tienen gran estima y aprecio por nosotros.
Monseñor Rrok Mirdita, arzobispo de Tirana-Durrës.

El papa Francisco fue recibido por el presidente Bujar Nishani y miles de fieles El papa Francisco recordó en su homilía a Teresa de Calcuta y refirió al amor de Dios. Asimismo, refirió a los derechos humanos y religiosos, en alusión a la campaña del Estado Islámico quien lo tenía en la mira, pero reconoció la buena relación entre musulmanes y católicos albaneses.

## Programa oficial de la visita
El programa de su jornada en Tirana ha sido anunciado por la Santa Sede el 31 de julio de 2014:
| 1. 07:30 a.m.: El Papa parte del Aeropuerto de Roma Fiumicino. 2. 09:00 a.m.: El Papa llega al Aeropuerto de Albania. El Papa es recibido por el Jefe de Gobierno. A continuación, se da lugar la ceremonia de bienvenida en la plaza del Palacio Presidencial. 3. 10:00 a.m.: se celebra el encuentro con las autoridades; el Papa da su discurso inaugural. 4. 11:00 a.m.: la eucaristía se celebra en la plaza Madre Teresa, el Papa dirige la homilía y en la oración del ángelus. Al finalizar la misa, almuerzo con los obispos albanos y el séquito papal en la Nunciatura Apostólica. 5. 16:00 p.m.: encuentro con los líderes de otras religiones y otras denominaciones cristianas se celebra en la Universidad. 6. 17:00 p.m.: celebración de las vísperas con sacerdotes, religiosos, religiosas, seminaristas y movimientos laicales en la Catedral de Tirana. 7. 18:30 p.m.: encuentro con los niños del orfanato Betania y con una representación de asistentes de otros centros caritativos de Albania en la iglesia del Betania. Último discurso del Papa. 8. 19:45 p.m.: El Papa recibe su ceremonia de despedida. 9. 20:00 p.m.: El Papa regresa al Aeropuerto Madre Teresa de Tirana. 10. 21:30 p.m.: El Papa regresa al Aeropuerto de Roma Ciampino en Italia. Fin de la jornada. |